# Alexandra Lucemburská
Princezna Alexandra Lucemburská (Alexandra Joséphine Teresa Charlotte Marie Wilhelmine; * 16. února 1991, Lucemburk) je čtvrté dítě a jediná dcera lucemburského velkovévody Henriho a jeho manželky Marie Teresy. Princezna má čtyři bratry – Guillaumea, Félixe, Louise a Sébastiena.
Do nedávné doby se ženy nemohly stát panovnicemi Lucemburského velkovévodství, ačkoli její prababička a praprateta byly vládnoucími lucemburskými velkovévodkyněmi. Podle nového nařízení se může stát lucemburskou velkovévodkyní.
Studovala Lycée Vauban v Lucemburku, kde odmaturovala roku 2009. Momentálně studuje psychologii a společenské vědy na univerzitě mimo Lucembursko.
Alexandra Lucemburská hovoří lucembursky, německy, francouzsky a anglicky. Také ovládá španělštinu, mateřský jazyk své matky.